# Otton Krzisch

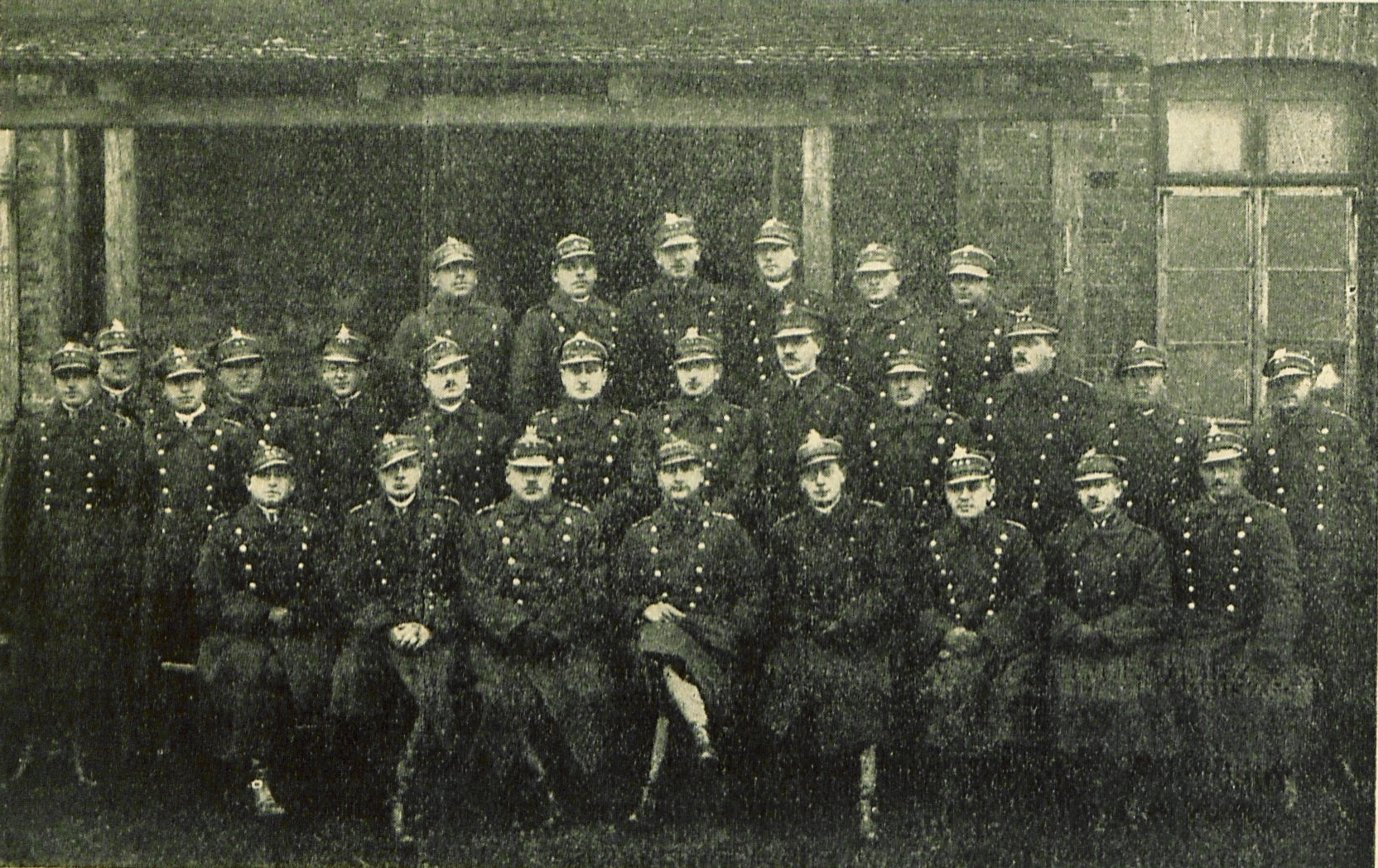
D-ca 9 pap płk Otton Krzisch w otoczeniu oficerów pułku; 1928

Otton Krzisch (ur. 26 września 1886 w Pruszanku, w pow. lwowskim, zm. 30 maja 1963 w Los Angeles) – generał brygady Wojska Polskiego i Polskich Sił Zbrojnych.

## Życiorys
Był synem Fryderyka i Anny z Holanów. Ukończył pięć klas gimnazjum i Korpus Kadetów w Wiedniu. Jesienią 1906 rozpoczął służbę w cesarskiej i królewskiej Armii. Został mianowany na stopień kadeta-zastępcy oficera ze starszeństwem z 1 września 1906 i wcielony do 4 Pułku Artylerii Dywizyjnej w Wiedniu. W 1907, w związku z utworzeniem pierwszych oddziałów artylerii cesarsko-królewskiej Obrony Krajowej, został przydzielony z macierzystego pułku do Baterii Armat Nr 1/2 w Wiedniu. Później awansował na stopień kapitana artylerii. 
Od listopada do grudnia 1918 był referentem w dowództwie Artylerii Komendy Naczelnej Wojska Polskiego we Lwowie. W grudniu 1918 w garnizonie Lwów zorganizował i objął dowództwo nad 5 pułkiem artylerii polowej. Dowództwo jednostki sprawował do czerwca 1919. Następnie (od grudnia 1919) dowodził dywizjonem w 5 pułku artylerii ciężkiej. 1 marca 1920 wyznaczony został na stanowisko dowódcy II dywizjonu 16 pułku artylerii polowej. Do 17 maja 1919, kiedy to przybył etatowy dowódca pułku, kpt. Emil Krukowicz-Przedrzymirski kierował organizacją jednostki. W 1920 dowodził dywizjonem w czasie wojny z bolszewikami. W 1922 został zastępcą dowódcy 16 pułku artylerii polowej w garnizonie Grudziądz. 1 października 1926 objął dowództwo 9 pułku artylerii polowej w Białej Podlaskiej. 18 listopada 1935 mianowany został dowódcą 9 Grupy Artylerii w garnizonie Brześć. Od czerwca 1937 do 24 sierpnia 1939 był komendantem Centrum Wyszkolenia Artylerii w Toruniu. W kampanii wrześniowej 1939 dowodził artylerią Samodzielnej Grupy Operacyjnej „Narew”.
We Francji mianowany został szefem artylerii w Sztabie Naczelnego Wodza. Odpowiadał za organizację i wyszkolenie jednostek artylerii Wojska Polskiego we Francji. W lipcu 1940, po ewakuacji na Wyspy Brytyjskie, wyznaczony został na stanowisko dowódcy artylerii w Dowództwie Obozów i Oddziałów Wojska Polskiego w Szkocji. Funkcję tę sprawował krótko, gdyż w tym samym miesiącu zastąpiony został przez gen. bryg. Rudolfa Niemirę i przeniesiony do Stacji Zbornej dla Oficerów „Rothay” na wyspie Bute. 24 stycznia 1941 objął stanowisko dowódcy artylerii 3 Brygady Kadrowej Strzelców. 28 lipca 1941 przeniesiony został do dowództwa Odcinka „Angus”. W sierpniu 1941, po przeformowaniu dowództwa Odcinka „Angus” w dowództwo Brygady Szkolnej, objął w nim stanowisko dowódcy artylerii. W październiku tego roku przeniesiony został na stanowisko komendanta Centrum Wyszkolenia Artylerii. W czerwcu 1942 ponownie znalazł się w dowództwie Brygady Szkolnej, tym razem na stanowisku zastępcy dowódcy brygady. Od września do listopada 1943 przewodniczył Komisji Kwalifikacyjnej Oficerów. W listopadzie 1943 wyznaczony został na stanowisko zastępcy dowódcy Jednostek Wojska w Wielkiej Brytanii. W październiku 1945 przeniesiony został do rezerwy personalnej. Po demobilizacji osiedlił się w Stanach Zjednoczonych.
Zmarł 30 maja 1963 w Los Angeles.

## Awanse
- podpułkownik – zweryfikowany 3 maja 1922 ze starszeństwem z dniem 1 czerwca 1919
- pułkownik – 16 marca 1927 ze starszeństwem z dniem 1 stycznia 1927 i 9 lokatą w korpusie oficerów artylerii[11]
- generał brygady – ze starszeństwem z dniem 19 marca 1939[12]

## Ordery i odznaczenia
- Krzyż Srebrny Orderu Wojennego Virtuti Militari
- Krzyż Oficerski Orderu Odrodzenia Polski
- Krzyż Walecznych
- Złoty Krzyż Zasługi (10 listopada 1928)[13]